# バルラヴェント諸島
バルラヴェント諸島（ポルトガル語、Ilhas de Barlovento）とは、アフリカ大陸のすぐ西の大西洋上に点在している島々の1群の名称である。ただし、1群とは言っても、2つのグループに分けることもできる。

## 概要

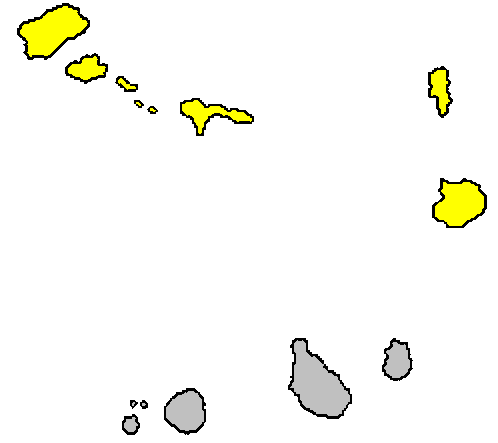
カーボベルデの地図。黄色の部分がバルラヴェント諸島。なお、灰色の部分はソタヴェント諸島である。

バルラヴェント諸島は、カーボベルデに属しており、カーボベルデの領土の北半分を構成している。この諸島は、大きく東部と西部の2つのグループに分けることができる。15世紀頃からポルトガルが植民を開始した島々であり、名称に「風上」を意味するポルトガル語である「Barlovento」と付けられている

。

### 東部
バルラヴェント諸島の東部を構成している主要な島としては、サル島とボア・ヴィスタ島が挙げられる。これらの島は共に火山島として誕生したものの、地質学的には古い島であり、もはや火山活動は見られない。そして、侵食も進んでいる。気候は非常に乾燥していて、沙漠が広がっている。かつては、この乾燥した気候を活かした製塩業が盛んで、これらの島の経済を牽引していた。そのため、サル島のように「Sal」（ポルトガル語で「塩」という意味）と付く地名が幾つも見られる。しかし、製塩業は振るわなくなった。このため、近年は観光業に力を入れている。なお、バルラヴェント諸島の東部には、上記の2島の他にサル・レイ島などの小島も存在している。

### 西部
バルラヴェント諸島の西部を構成している主要な島としては、サント・アンタン島、サン・ヴィセンテ島、サン・ニコラウ島が挙げられる。どれも火山島として誕生した島であるものの、農業が行われている。この3島の他にもバルラヴェント諸島の西部には、現在はいずれも無人島となっているものの、比較的規模の大きな島として、サンタ・ルシア島、ブランコ島、ラソ島が挙げられ、これらの島も、やはり火山性の島である。なお、この他にも、例えばサン・ヴィセンテ島のすぐ北にあるパサロス島など、小さな島が存在している。